# Аркинское сельское поселение (Хабаровский край)
Аркинское се́льское поселе́ние — муниципальное образование в Охотском районе Хабаровского края Российской Федерации.
Административный центр и единственный населённый пункт — село Арка. Сельское поселение образовано в 2004 году. До 2016 года в его состав входило ныне упразднённое село Кетанда.

## Население
| 2002 | 2010 | 2011 | 2012 | 2013 | 2014 | 2015 |
| ---- | ---- | ---- | ---- | ---- | ---- | ---- |
| 1070 | ↘761 | ↘752 | ↘709 | ↘695 | ↘676 | ↘664 |
| 2016 | 2017 | 2018 | 2019 | 2020 | 2021 |      |
| ↘639 | ↘628 | ↘619 | ↘606 | ↗611 | ↗634 |      |

## История
В 1920-е годы (не позднее 1926 года) был образован Аркинский сельсовет. В то время он включал стойбища Арка, Бельта, Горби, Курум, Накчан и Уега. По данным 1948 года, сельсовет включал 1 населённый пункт — Арка. По данным 1967 года в сельсовет входили селения Арка, Кетанда, Уега и Хаканджа.
В 1968 году в Аркинском сельсовете было упразднено селение Бургахчан.
В 1974 году на территории Аркинского с/с был образован посёлок Хаканджа, выделенное при этом в новый Хаканджинский сельсовет. В 1976 году в Аркинском с/с было упразднено село Уега.
В 1984 году к Аркинскому сельсовету был присоединён Хаканджинский сельсовет. Посёлок Хаканджа при этом упразднен.
В 1992 году Аркинский сельсовет был преобразован в Аркинскую сельскую администрацию, которая, в свою очередь, в 2004 году была преобразована в Аркинское сельское поселение.